# 1368

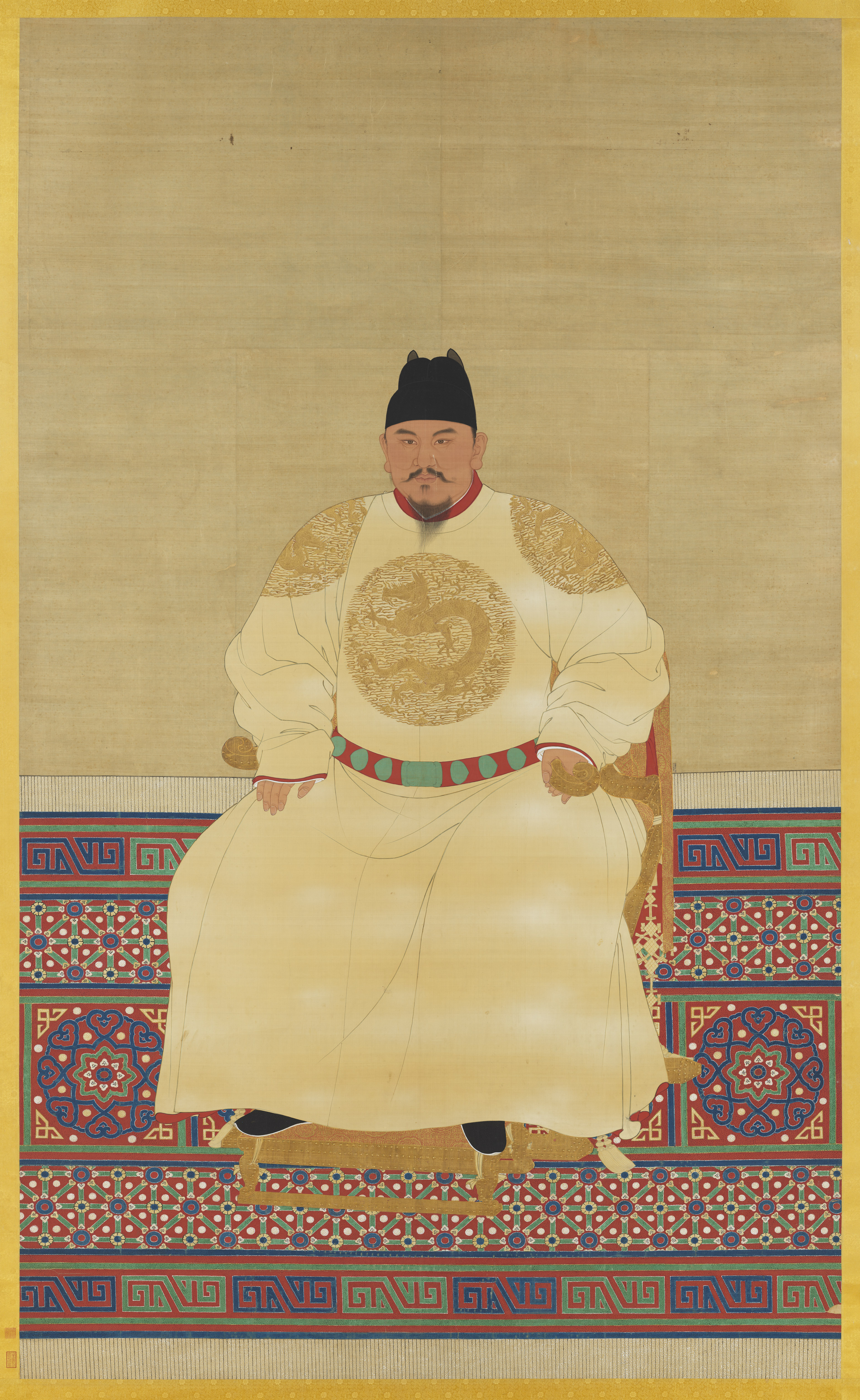
keizer Hongwu (Zhu Yuanzhang)

Het jaar 1368 is het 68e jaar in de 14e eeuw volgens de christelijke jaartelling.

## Gebeurtenissen
- Zhu Yuanzhang verovert Ta-Tu (Beijing) en verdrijft daarmee de Mongolen uit China. Hij roept de Ming-dynastie uit met zichzelf onder de naam Hongwu als eerste keizer.
  - In Mongolië wordt de Mongoolse Yuan-dynastiea voortgezet, zie Noordelijke Yuan-dynastie.
- Het vorstendom Albanië wordt gesticht.
- Casimir III van Polen laat zijn huwelijk met Adelheid van Hessen annuleren.
- Het Rood-Klooster nabij Oudergem wordt gesticht.
- oudst bekende vermelding: Halfmijl, Ham

## Opvolging
- China - Toghun Temür (Yuan) opgevolgd door Hongwu (Ming)
- Hohenlohe-Brauneck - Godfried IV opgevolgd door Koenraad II
- Japan - Go-Murakami opgevolgd door zijn zoon Chokei
- Japan (shogun) - Ashikaga Yoshiakira opgevolgd door zijn zoon Ashikaga Yoshimitsu
- Kleef - Jan opgevolgd door Adolf III van der Mark
- Moghulistan - Ilyas Khoja opgevolgd door Qamar ad-Din
- Pommeren-Wolgast - Bogislaw V opgevolgd door Bogislaw VI
- Saksen-Ratzeburg-Lauenburg - Erik II opgevolgd door zijn zoon Erik IV
- Schweidnitz - Bolko II opgevolgd door zijn echtgenote Agnes van Habsburg
- Orde van Sint-Lazarus - Jean Le Conte opgevolgd door Jacques van Besne
- Sukhothai - Thammaracha I opgevolgd door Thammaracha II
- Tver - Vasili I van Kasjin opgevolgd door Michaël II
- Venetië - Marco Corner opgevolgd door Andrea Contarini

## Afbeeldingen

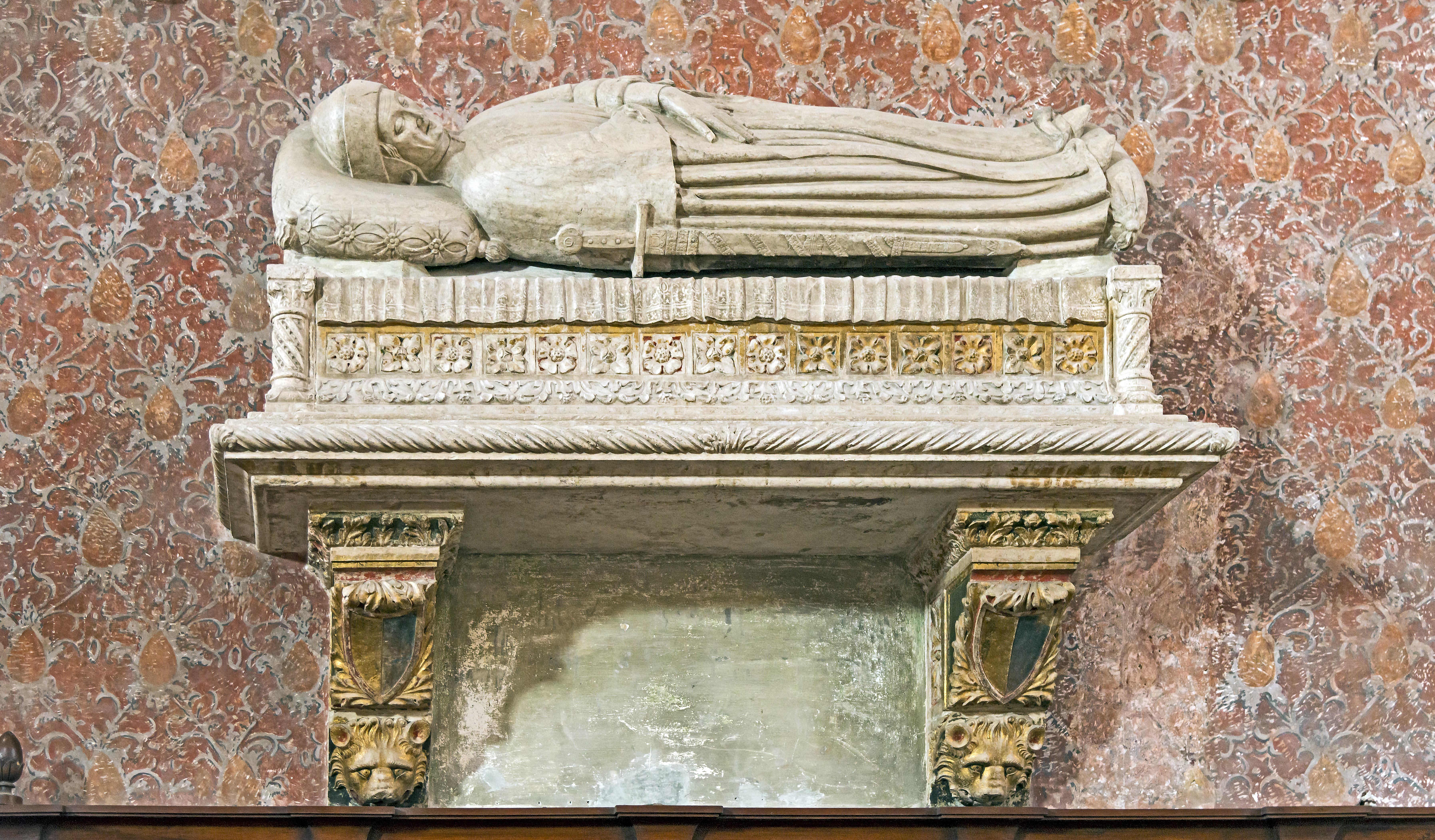
Graftombe van Marco Corner

## Geboren
- 15 februari - Sigismund, koning van Hongarije (1387-1437) en Bohemen (1419-1437) en koning en keizer van Duitsland (1411/1433-1437)
- 1 juli - Braccio da Montone, Italiaans militair
- 3 december - Karel VI, koning van Frankrijk (1380-1422)
- Albrecht II van Beieren, Duits edelman
- Anglesia Visconti, echtgenote van Janus van Cyprus
- Filips I van Nassau-Weilburg, Duits edelman
- Hendrik III van Gronsveld, Limburgs edelmana
- Martinus V, paus (1417-1431)
- Otto van Nijenrode, Hollands edelman (jaartal bij benadering)
- Thomas Stafford, Engels edelman (jaartal bij benadering)

## Overleden
- 7 januari - Waldemar I van Anhalt, Duits edelman
- 13 januari - Marco Corner (~82), doge van Venetië (1365-1368)
- 29 maart - Go-Murakami (~39), keizer van Japan (1339-1368)
- 25 juni - Bolesław II van Falkenberg, Duits edelman
- 26 juli - Nicolaas Capocci, Italiaans kardinaal, bisschop van Utrecht (1341)
- 28 juli - Bolko II van Schweidnitz (~56), Silezisch edelman
- 17 oktober - Lionel van Antwerpen (29), Engels prins
- 19 november - Jan (~75), graaf van Kleef
- Catharina Hoen (~23), Limburgs edelvrouw
- Engelbert III van der Mark, aartsbisschop van Keulen (1364-1368)
- Erik II van Saksen-Lauenburg, Duits edelman
- Ilyas Khoja, kan van Moghulistan (1363-1368)
- Nang Kaeva Lot Fa Kaeng Nya, echtgenote van Fa Ngum
- Thammaracha I, koning van Sukhothai (1347-1368)